# The Good Place
The Good Place ist eine US-amerikanische Fernsehserie von Michael Schur in vier Staffeln, die vom 19. September 2016 bis 30. Januar 2020 vom US-Fernsehsender NBC ausgestrahlt wurde.

## Prämisse
Nachdem sie von einer Reihe aus Einkaufswagen getroffen wurde, die mit Werbung für ein Produkt gegen Erektionsstörungen ausgestattet war, wacht eine Frau namens Eleanor auf und stellt fest, dass sie das Jenseits betreten hat. Als ihr von Michael, ihrem Vermittler, erzählt wird, dass sie im Good Place (engl. wörtlich „guter Ort“), dem „grünen Bereich“ (nach dem Vorbild des Himmels) angekommen sei – dies aufgrund ihrer enorm guten Taten, da sie geholfen habe, unschuldige Menschen aus der Todeszelle zu holen und andere internationale humanitäre Arbeit verrichtet habe, merkt sie, dass ein Fehler vorliegt, weil man denkt, sie sei eine andere Person mit demselben Namen. Darüber hinaus erfährt sie bei der Ankunft, dass jede Person im grünen Bereich einen Seelenverwandten hat, mit dem sie für immer in der Ewigkeit leben wird.
Von diesem Setting der ersten Staffel entfernt sich die Serie in den folgenden drei Staffeln allerdings erheblich, nachdem Eleanor erkannt hat, dass sie in Wahrheit im Bad Place gelandet ist, und nun versucht, gemeinsam mit drei weiteren Verstorbenen in den tatsächlichen  Good Place zu gelangen.

## Figuren

### Hauptfiguren

#### Eleanor Shellstrop
Die durch ein Unglück verstorbene Verkäuferin Eleanor Shellstrop aus Arizona wird versehentlich für ihr Leben nach dem Tod in den Good Place aufgenommen. Schnell bemerkt Eleanor, dass es sich dabei um einen Fehler handeln muss, da sie keine der ihr zugeordneten guten Taten tatsächlich vollbracht hat. Daraufhin möchte sie sich mithilfe ihres angeblichen Seelenverwandten Chidi ihren Platz im Good Place verdienen. Shellstrop war zu Lebzeiten durch Egoismus und Rücksichtslosigkeit geprägt, was sie des Öfteren auf ihr Elternhaus zurückführt. Im Laufe der Serie zeigt sie jedoch mehrmals Reue und verbessert ihr Verhalten sowohl bewusst als auch unbewusst. Sie entwickelt zudem tiefe Gefühle für Chidi.

#### Chidi Anagonye
Chidi Anagonye ist ein verstorbener Ethik-Professor und Eleanors angeblicher Seelenverwandter. Er wurde in Nigeria geboren, wuchs jedoch im Senegal auf. Er erfährt als erster von Eleanors Geheimnis und legt alles daran, es zu bewahren und ihr zu helfen. Infolgedessen beginnt er, Eleanor in Ethik zu unterrichten. Chidi ist eine sehr unentschlossene Person. Um eine Entscheidung treffen zu können, muss er zuerst alle Möglichkeiten präzise überdenken, was so gut wie immer einige Zeit in Anspruch nimmt. Im Laufe der Serie entwickelt Chidi Gefühle für Eleanor.

#### Tahani Al-Jamil
Die vermögende Philanthropin Tahani Al-Jamil starb bei dem Versuch, eine Statue ihrer Schwester niederzureißen. Sie wurde in Pakistan geboren, wuchs in London auf und ging in Frankreich zur Schule. Ihr Leben lang stand sie im Schatten ihrer kleinen Schwester, ganz gleich, wie sehr sie sich um die Aufmerksamkeit ihrer Eltern bemühte. Sie ist eine gute Gastgeberin und hat mit ihren Veranstaltungen mehrere Milliarden Dollar für wohltätige Zwecke gesammelt. Da sie ihre guten Taten allerdings in Hoffnung auf Anerkennung ausführte, werden sie ihr nicht als gut angerechnet. Ihre positive und quirlige Art stellt besonders für Eleanor zu Beginn eine Herausforderung dar, jedoch entwickelt sich zwischen den beiden bald schon eine tiefe Freundschaft.

#### Michael
Der Architekt Michael dieser Good Place-Nachbarschaft erfreut sich besonders an allem unbekannten Menschlichen, wie zum Beispiel Karaoke und Büroklammern. Michael ist unsterblich, durchlebt jedoch nichtsdestotrotz eine Existenzkrise.

#### Janet
Janet ist eine programmierte Informationsdatenbank, die als Hauptinformationsquelle in der Nachbarschaft dient. Außerdem erschafft sie auf Anweisung des jeweiligen Architekten die Nachbarschaft. Den Bewohnern kann sie Wünsche erfüllen. Das Wohl der Menschen hat bei ihr stets Priorität. Mit jedem Neustart entwickelt sie sich zu einer besseren Version ihrer selbst. Die böse Janet des Bad Place wird ebenfalls von D’Arcy Carden dargestellt.

#### Jason Mendoza
Der Amateur-DJ Jason Mendoza aus Florida erstickte in einem Safe bei einem versuchten Raubüberfall. Zu Beginn im Good Place führt er das Leben des stillen Mönchs „Jianyu Li“ fort, dessen Platz er irrtümlicherweise eingenommen hat. Als Eleanor ihm jedoch betrunken gesteht, dass sie ein Fehler im System ist, vertraut er sich ihr an. Jason ist unreif und hat einen niedrigen IQ. Er verliebt sich sowohl in Janet als auch in Tahani, heiratet später aber Janet.

## Besetzung und Synchronisation
Die Serie wurde bei Lavendelfilm in Potsdam Deutsch synchronisiert. Stefan Mittag und Andreas Hinz schrieben die Dialogbücher, Sebastian Schulz führte die Dialogregie.
| Rolle               | Schauspieler           | Hauptrolle (Episoden) | Nebenrolle (Episoden)                                                                                          | Synchronsprecher  |
| ------------------- | ---------------------- | --------------------- | --- | ----------------- |
| Eleanor Shellstrop  | Kristen Bell           | 1.01–4.14             | | Sonja Spuhl       |
| Chidi Anagonye      | William Jackson Harper | 1.01–4.14             | | Florian Hoffmann  |
| Tahani Al-Jamil     | Jameela Jamil          | 1.01–4.14             | | Esra Vural        |
| Janet               | D’Arcy Carden          | 1.01–4.14             | | Ursula Hugo       |
| Jason Mendoza       | Manny Jacinto          | 1.01–4.14             | | Arne Stephan      |
| Michael             | Ted Danson             | 1.01–4.14             | | Peter Reinhardt   |
| echte Eleanor/Vicky | Tiya Sircar            |                       | 1.08–1.13, 2.01-2.05, 2.07, 2.09, 3.08, 3.09, 4.05, 4.11, 4.13                                                 | Josephine Schmidt |
| Trevor              | Adam Scott             |                       | 1.08, 1.09, 1.12, 3.02, 3.03                                                                                   | Sebastian Schulz  |
| Shawn               | Marc Evan Jackson      |                       | 1.11–1.13, 2.01, 2.02, 2.07-2.09, 2.11, 2.12, 3.01, 3.02, 3.08, 3.09, 3.12, 3.13, 4.05, 4.08, 4.10, 4.11, 4.13 | Bernd Vollbrecht  |
| Mindy St. Claire    | Maribeth Monroe        |                       | 1.12, 2.02, 2.08, 2.10–2.11, 3.12, 4.01, 4.14                                                                  | Susanne Geier     |
| Gen                 | Maya Rudolph           |                       | 2.11–3.01, 3.03, 3.11–4.01, 4.08–4.10, 4.13–4.14                                                               |                   |

## Episodenliste
| Staffel | Episodenanzahl | Erstausstrahlung USA | Erstausstrahlung USA | Deutschsprachige Erstveröffentlichung | Deutschsprachige Erstveröffentlichung |
| Staffel | Episodenanzahl | Premiere             | Finale               | Premiere                              | Finale                                |
| ------- | -------------- | -------------------- | -------------------- | ------------------------------------- | ------------------------------------- |
| 1       | 13             | 19. September 2016   | 19. Januar 2017      | 1. Juli 2017                          | 12. August 2017                       |
| 2       | 13             | 20. September 2017   | 1. Februar 2018      | 17. Februar 2018                      | 31. März 2018                         |
| 3       | 13             | 27. September 2018   | 24. Januar 2019      | 16. März 2019                         | 1. Juni 2019                          |
| 4       | 14             | 26. September 2019   | 30. Januar 2020      | 16. Mai 2020                          | 4. Juni 2020                          |

## Rezeption
Die britische Zeitung The Guardian wählte die Serie im Jahr 2019 auf Platz 69 der 100 besten Fernsehserien des 21. Jahrhunderts.
Die Serie weist bei Metacritic einen Metascore von 82 aus 100, basierend auf 48 Kritiken, auf.
Axel Schmitt von Serienjunkies.de zieht am Ende der zweiten Staffel das Fazit, dass es „erstaunlich [ist], mit welch einfachen Mitteln es gelingen kann, eine wahrlich innovative Serie auf die Beine zu stellen. […] Nach einem besonders hohen production value sucht man in der NBC-Comedy indes vergeblich. Die knallbunte Kulisse erkennt man sofort als solche, die Spezialeffekte ebenso. In gewisser Weise wird hier nach alter Schule Fernsehen gemacht - gute Drehbücher und Schauspieler genügen völlig.“ Weiterhin merkt er an, dass es der Serie „gelingt, ihr Publikum zu überraschen“.